# Sixième programme-cadre
Le sixième programme-cadre (en abrégé FP6) était le programme cadre de l'Union européenne pour la recherche et le développement technologique sur la période allant du 3 juin 2002 à 2006.

## Budget
Le budget du programme s'est élevé à 17,833 milliards d'euros.

## Priorités
Le programme avait les priorités suivantes :
- sciences de la vie, génome et biotechnologie sanitaire (2,255 millions d'euros)
- technologie de l'information (3,6 millions d'euros)
- nanotechnologies et nanosciences, matériaux multifonctionnels basés sur la connaissance et les nouveaux procédés de production (1,3 million d'euros)
- aéronautique (1,000 millions d'euros)
- qualité et sécurité alimentaire(685 millions d'euros)
- développement durable, changement planétaire et écosystèmes (2,120 millions d'euros)
- citoyens et gouvernance dans la société de la connaissance (225 millions d'euros)
- besoins scientifiques et technologiques futurs (2,345 millions d'euros)
- recherche axée sur les politiques (78 millions d'euros)

## Sources
- (de) Cet article est partiellement ou en totalité issu de l’article de Wikipédia en allemand intitulé « Forschungsrahmenprogramm » (voir la liste des auteurs).

## Compléments